# Agrostis albimontana
Agrostis albimontana é uma espécie de gramínea do gênero Agrostis, pertencente à família Poaceae.